# Три идиота
3 идиота (хинд. ३ इडियट्स) је индијска филмска комедија из 2009. године, снимљена у режији Рајкумара Хиранија, а по сценарију Видху Виноде Чопре. Реч је делимичној екранизацији новеле „Five Point Someone – What not to do at IIT!“, у којој главне улоге тумаче Амир Кан, Р. Мадаван, Шарман Џоши, Карина Капур, Боман Ирани и Оми Вајдаја
Филм је, након премијере, оборио све рекорде отварања у Индији. Био је филм са највећом зарадом током првог викенда, поставивши такође и рекорд за филмове боливудске продукције. „3 идиота“ је један од неколико индијских филмова који су остварили велики успех у земљама источне Азије, као што је Кина, што му је укупно донело преко 65 милиона америчких долара зараде у иностранству. Тиме је постављен рекорд филма са највећом иностраном зарадом у историји боливудске продукције свих времена, који је оборен тек 2013. године појавом акције „Dhoom 3.“.
Очекивало се да, након 12 недеља од прве премијере, „3 идиота“ буду први индијски филм званично објављен на You tube-у, крајем марта 2010. године. Међутим, до остварења ове жеље дошло је тек маја 2012. године. Филм, „3 идиота“ је освојио многобројна признања, укључујући шест награда „Filmfare Awards“ (између осталог за најбољи филм и најбољу режију), десет награда „Star Screen Awards“, и шеснаест „IIFA awards“. Филм је рангиран на 124. месту на филмској листи „IMDB“ у категорији Топ 250 светских филмова, док на скали „IMDB“ има рејтинг од 8.5.

## Улоге
| Глумац       | Улога                                                   |
| ------------ | ------------------------------------------------------- |
| Амир Кан     | Ранчодас „Ранчо” Шамалдас Чанчад / Чоте / Пуншук Вангду |
| Р. Мадаван   | Фаран Куреши                                            |
| Шарман Џоши  | Раџу Растоги                                            |
| Карина Капур | Пија Сахастрабуде                                       |
| Боман Ирани  | колеџ директор Виру „Вирус” Сахастрабуде, Пијан отац    |
| Оми Вајдаја  | Чатур «Пригушивач» Рамалингам                           |
| Мона Синг    | Мона Сахастрабуде, Пијан сестра                         |
| Џавед Џафреj | Реалан Ранчодас Шамалдас Чанчад                         |
| Арун Бали    | Шамалдас Чанчад, Реалан Ранчодасан отац                 |
| Али Фазал    | Џоj Лобо                                                |